# Denis Tsytsarov
Denis Tsytsarov, född 9 januari 1982, är en rysk bandyspelare.

## Karriär
Denis Tsytsarov är ursprungligen från Uljanovsk i Ryssland och spelar för BK Volga.